# 233214 Gailoxton
233214 Gailoxton è un asteroide della fascia principale. Scoperto nel 2005, presenta un'orbita caratterizzata da un semiasse maggiore pari a 2,635269 UA e da un'eccentricità di 0,143615, inclinata di 1,921130° rispetto all'eclittica. Ha un periodo di rotazione di 4,19 ore.
Gail Oxton è un'ingegnere statunitense che ha sviluppato il software di volo per numerose missioni spaziali, tra cui il sottosistema di guida e controllo della missione New Horizons della NASA.